# Microsoft Publisher
Microsoft Publisher je program za stolno izdavaštvo tvrtke Microsoft, razlikujući se od Microsoft Worda u tome da je naglasak stavljen na raspored stranica i grafički dizajn umjesto kompozicije teksta i lekturi.

## Pregled
Publisher je uključen u vrhunskim inačicama Microsoft Officea, odražavajući Microsoftov naglasak na aplikaciji kao jednostavnoj za korištenje i jeftinijoj alternativi "teškašima" s fokusom na tržište malih poduzeća, gdje tvrtke nemaju posebne profesionalne dizajnere dostupne za izradu marketinških materijala i drugih dokumenata. Međutim, ima relativno mali udio na tržištu stolnog izdavaštva, kojim dominira Adobe InDesign (a prije QuarkXPress).
Dok je većina Microsoft Office aplikacija usvojila vrpce za svoje korisničko sučelje počevši od Microsoft Officea 2007, Publisher je zadržao svoje alatne trake i nije usvojio vrpce sve do Microsoft Officea 2010.

## Kompatibilnost
LibreOffice podržava .pub datotečni format Publishera od veljače 2013. Corel Draw X4 ga samo može pročitati, ne mijenjati.
Publisher podržava razne formate datoteka, uključujući format Enhanced Metafile (EMF), koji je podržan na operacijskom sustavu Windows. Probna verzija Microsoft Publishera može se koristiti za pregledavanje .pub datoteka nakon isteka probnog trajanja.
Adobe PageMaker je također spremao datoteke s .pub nastavkom, ali ta dva formata nisu bila povezana i kompatibilna.

## Inačice
| Naziv                           | Broj inačice | Godina izdavanja | Inačice                                                                           |
| ------------------------------- | ------------ | ---------------- | --------------------------------------------------------------------------------- |
| Microsoft Publisher             | 1.0          | 1991.            | -                                                                                 |
| Microsoft Publisher             | 2.0          | 1993.            | -                                                                                 |
| Publisher for Windows 95        | 3.0          | 1995.            | -                                                                                 |
| Microsoft Publisher 97          | 4.0          | 1996.            | Small Business Edition                                                            |
| Microsoft Publisher 98          | 5.0          | 1998.            | Small Business Edition 2.0                                                        |
| Microsoft Publisher 2000        | 6.0          | 1999.            | Small Business Edition, Professional, Premium, Developer                          |
| Microsoft Publisher 2002        | 10.0         | 2001.            | Professional OEM, Professional Special Edition                                    |
| Microsoft Office Publisher 2003 | 11.0         | 2003.            | Small Business, Professional, Professional Plus, Enterprise                       |
| Microsoft Office Publisher 2007 | 12.0         | 2006.            | Small Business, Professional, Ultimate, Professional Plus, Enterprise             |
| Microsoft Office Publisher 2010 | 14.0         | 2010.            | Standard, Professional, Professional Plus                                         |
| Microsoft Office Publisher 2013 | 15.0         | 2012.            | Professional, Professional Plus, Standard, sve Office 365 / Microsoft 365 inačice |
| Microsoft Office Publisher 2016 | 16.0         | 2015.            | Professional, Professional Plus, Standard, sve Office 365 / Microsoft 365 inačice |
| Microsoft Office Publisher 2019 | 16.0         | 2018.            | Professional, Professional Plus, Standard, sve Office 365 / Microsoft 365 inačice |
| Microsoft Office Publisher 2021 | 16.0         | 2021.            | Microsoft 365 Apps for business i Business Standard inačice                       |

## Vanjske poveznice
- Službeni blog Microsoft Publisher tima  Arhivirana inačica izvorne stranice od 5. ožujka 2010. (Wayback Machine)
- Office 2010 vodič